# Dan ustanovitve naroda
Dan ustanovitve naroda (建国記念の日, Kenkoku Kinen no Hi) je državni praznik na Japonskem, ki ga praznujejo na 11. februar. Na ta dan Japonci praznujejo ustanovitev naroda in cesarsko linijo, ki se je po izročilu začela s cesarjem Džinmujem, ki je, glede na legendo, prišel na oblast in vzpostavil svojo prestolnico Jamato leta 660 pr. n. št. Datum je preračunan v gregorijanski koledar iz zapisov v kronikah Kodžiki in Nihon Šoki.